# Zamarada undimarginata
Zamarada undimarginata là một loài bướm đêm trong họ Geometridae.